# Rittervenne
Koordinaten: 51° 10′ 45″ N, 9° 20′ 43″ O
Rittervenne ist eine Dorfwüstung in der heutigen Gemarkung von Gudensberg im nordhessischen Schwalm-Eder-Kreis. 

## Lage
Der im Jahre 1209 als „Reithvenne“ erstmals schriftlich erwähnte Ort lag auf 225 m Höhe über NHN etwa 1 km westlich von Gudensberg, unweit nördlich der Bundesautobahn 49 von Kassel nach Fritzlar und etwas südwestlich der Landesstraße L 3220 von Gudensberg nach Metze. Die bewaldete Basaltkuppe des Nenkel erhebt sich etwa 700 m nordwestlich. Die Lage des Orts ist bisher nur ungefähr lokalisiert.

## Geschichte
Der Ort ist erstmals um 1209 verbürgt, als „Reithvenne“ im Zehntenverzeichnis des Fritzlarer St. Petri-Stifts erwähnt wird. Es war wohl, wie der Ortsname andeutet, Sitz eines ritterbürtigen Geschlechts, der Herren von Venne, einem ab 1266 nachweisbaren Geschlecht, das auch die Ortsgerichtsbarkeit ausübte, aber im Laufe der Zeit verarmte, seine Bedeutung verlor und im frühen 15. Jahrhundert erlosch.
Neben diesen Ortsadeligen hatten eine Anzahl anderer Adelsfamilien sowie verschiedene kirchliche Institutionen im Laufe der Zeit Besitz oder Einkünfte im Ort: 
- Das St. Petri-Stift hatte auch noch 1310 Zehnteinkünfte in Reithvenne.
- Im Jahre 1308 übergaben die Gebrüder Hund dem Kloster Merxhausen zwei Hufen zu Ritter-Venne.
- 1309 zahlte Wigand von Röhrenfurth dem Kloster Hasungen aus einer Hufe zu Ritter-Venne, und 1397 hatte das Kloster einen ihm von Otto von Gleichen verschriebenen Zins von Gütern zu Ritter-Venne.
- Die Herren von Elben statteten 1317 einen Altar im Kloster Breitenau mit einer Hufe zu Ritter-Venne aus; diesen Altar statteten sie 1336 mit weiteren Gütern in Ritter-Venne aus, die vormals den von Rengshausen gehört hatten, und 1350 noch ein weiteres Mal mit drei Hufen zu Ritter-Venne. Bereits 1346 übertrug Hermann von Elben dem Allerheiligenaltar in der Stadtkirche „St. Margarethen“ 1½ Mansus zu Ritter-Venne und einen halben Mansus zu Mittel-Venne.
- Im Jahre 1318 erhielten die Herren von Löwenstein-Schweinsberg als Ersatz für Güter in Unseligendissen Güter zu Ritter-Venne.
- 1366 wurde die Martinskirche in Kassel mit Gütern zu Ritter-Venne ausgestattet, 1367 stiftete Werner Seidenschwanz, ehemaliger Bürgermeister zu Kassel-Neustadt, seine Güter zu Ritter-Venne der Pfarrkirche in der Kasseler Neustadt, und 1372 stiftete der Fritzlarer Altarist Heinrich von Wehren Einkünfte aus Ritter-Venne für die Kasseler Kirche.

Noch im Jahre 1375 wurde ein Pfarrer im Ort erwähnt, eine Kirche (ecclesia) noch 1425, als der Mainzer Kellner in Fritzlar Einkünfte von der Kirche in Ritter-Venne bezog, aber 1454 und 1462 wurde dann nur noch eine Kapelle erwähnt.
Spätestens 1427 war der Ort aufgegeben. Die Bewohner waren inzwischen auf Druck des Landgrafen Heinrich II. in die 1356 als selbständige Stadt gegründete sogenannte „Freiheit“, die Neustadt von Gudensberg, umgesiedelt und bewirtschafteten die Feldmark des Orts von dort aus.